# Секачёва, Раиса Ивановна
Раиса Ивановна Секачёва (4 октября 1937 — 28 июня 2002) — мастер машинного доения колхоза имени Ленина Спасского района Рязанской области. Герой Социалистического Труда (1976).

## Биография
Родилась 4 октября 1937 г. в селе Гавриловское Спасского района Рязанской области в крестьянской семье. Русская. С восьми лет помогала в работе матери, доярке на молочной ферме.
После окончания школы-семилетки, проживая в родном селе, поступила на работу в Спасскую районную больницу санитаркой. В свободное время продолжала помогать матери на ферме. Непродолжительное время трудилась на торфпредприятии в городе Шатура Московской области. В 1956 году вернулась на родину. Окончила вечернюю школу, вела домашнее хозяйство.
В 1965 году пришла работать на молочную ферму, после ухода матери на пенсию приняла её группу коров. Начала с 20 коров в группе, с надоем от каждой не более трех тысяч килограмм. Первой увеличила группу с 20 до 32 голов. Уже через два года стала лучшей дояркой колхоза, а через год была признана лучшим оператором машинного доения коров Спасского района. В 1968 году были построены два новых телятника, заканчивалось строительство двух коровников с полной механизацией всех работ. В 1970 году была принята в ряды КПСС.
В 1971 году в колхоз пришел новый председатель. Одной из первых его инициатив стало внедрение машинного доения коров. Аппараты установили на фермах, но доярки были настроены против новшеств. Секачёвой предложили первой в колхозе освоить машинное доение. И уже в следующем году она надоила от 32 коров своей группы в среднем по 4635 кг молока. В этом же году набрала группу первотелок. Применив качественный уход и раздой, в 1974 году получила от каждой из 30 коров 5657 кг молока. Передала эту группу молодой доярке, а себе вновь взяла первотёлок. Два года надои были небольшие, но потом и с новой группой она стала получать свыше пяти тысяч килограммов молока от коровы.
В 1970-е годы дойное стадо в колхозе им. Ленина увеличилось до тысячи голов, изменился его качественный состав. Ещё до появления в колхозе зоотехника-селекционера Секачева занялась племенной работой. Сама отмечала телочек от высокоудойных коров, старалась проследить за их развитием, взять их к себе в группу. При её участии на ферме было создано племенное ядро молочного животноводства. В него вошли 330 коров холмогорской породы и 196 — чёрно-пёстрой. Появились животные классов элита-рекорд, элита, которых раньше не было в стаде. Секачева получала не только стопроцентный выход телят от закреплённого поголовья, но и добивалась, чтобы отдельные коровы приносили в год по два теленка.
За годы девятой пятилетки Секачева надоила 799 тонн молока, что было на 299 тонн больше, чем в принятых ею социалистических обязательствах. В 1976 году, включившись во Всесоюзное социалистическое соревнование, Раиса Ивановна приняла обязательство надоить от коровы 4100 кг молока, произвести всего 228 тонн, всю продукцию сдавать первым сортом. Обязательство выполнила за 10 месяцев. Молоко от коров её группы поступало первым сортом, с содержанием жира 3,8 %.
Указом Президиума Верховного Совета СССР от 23 декабря 1976 года за выдающиеся успехи, достигнутые во Всесоюзном социалистическом соревновании, проявленную трудовую доблесть в выполнении социалистических обязательств по увеличению производства и продажи государству зерна и других сельскохозяйственных продуктов Секачевой Раисе Ивановне присвоено звание Героя Социалистического Труда с вручением ордена Ленина и золотой медали «Серп и молот».
В 1978 году животноводы колхоза имени Ленина перевели молочное стадо, насчитывающее 1030 коров, на стойло-лагерное содержание. На бросовых землях, расположенных в полутора-двух километрах от центральной усадьбы колхоза, были организованы культурные, орошаемые пастбища. Использование обновленных земель обеспечило заметный производственный и экономический эффект. В десятой пятилетке Секачёва в среднем за год получила от коровы 4894 кг молока, в то время как в среднем по колхозу надои составили около 3000 кг от коровы.
Много времени уделяла передаче своего опыта молодёжи, часто выступала с лекциями в других колхозах района, на областных совещаниях работников животноводства, преподавала в постоянно действующей школе передового опыта, проводила занятия в местной школе и Спасском сельском профессионально-техническом училище.
К середине 1980-х годов, через 20 лет как она приняла от своей матери трудовую эстафету, продуктивность каждой коровы выросла более чем в 4 раза, а затраты труда на единицу продукции снизились более чем в 3 раза. Она стала мастером машинного доения 1-го класса, получала по 380—390 кг в месяц. В 1993 году ушла на заслуженный отдых.
Принимала активное участие в общественной жизни. Была членом правления колхоза, членом бюро районного комитета КПСС, членом областного комитета партии, неоднократно избиралась депутатом сельского, районного, областного Советов народных депутатов. Была делегатом XXVI съезда КПСС и членом его Президиума, в марте 1989 года Секачёва избрана народным депутатом СССР от Комитета советских женщин. Являлась участником работы XVII и XVIII съездов Профессиональных союзов СССР.
Жила в селе Гавриловское. Скончалась 28 июня 2002 года.
Награждена двумя орденами Ленина, орденами Октябрьской Революции, Трудового Красного Знамени, медалями, так же золотыми и серебряными медалями ВДНХ.